# 맬컴 세인트 클레어

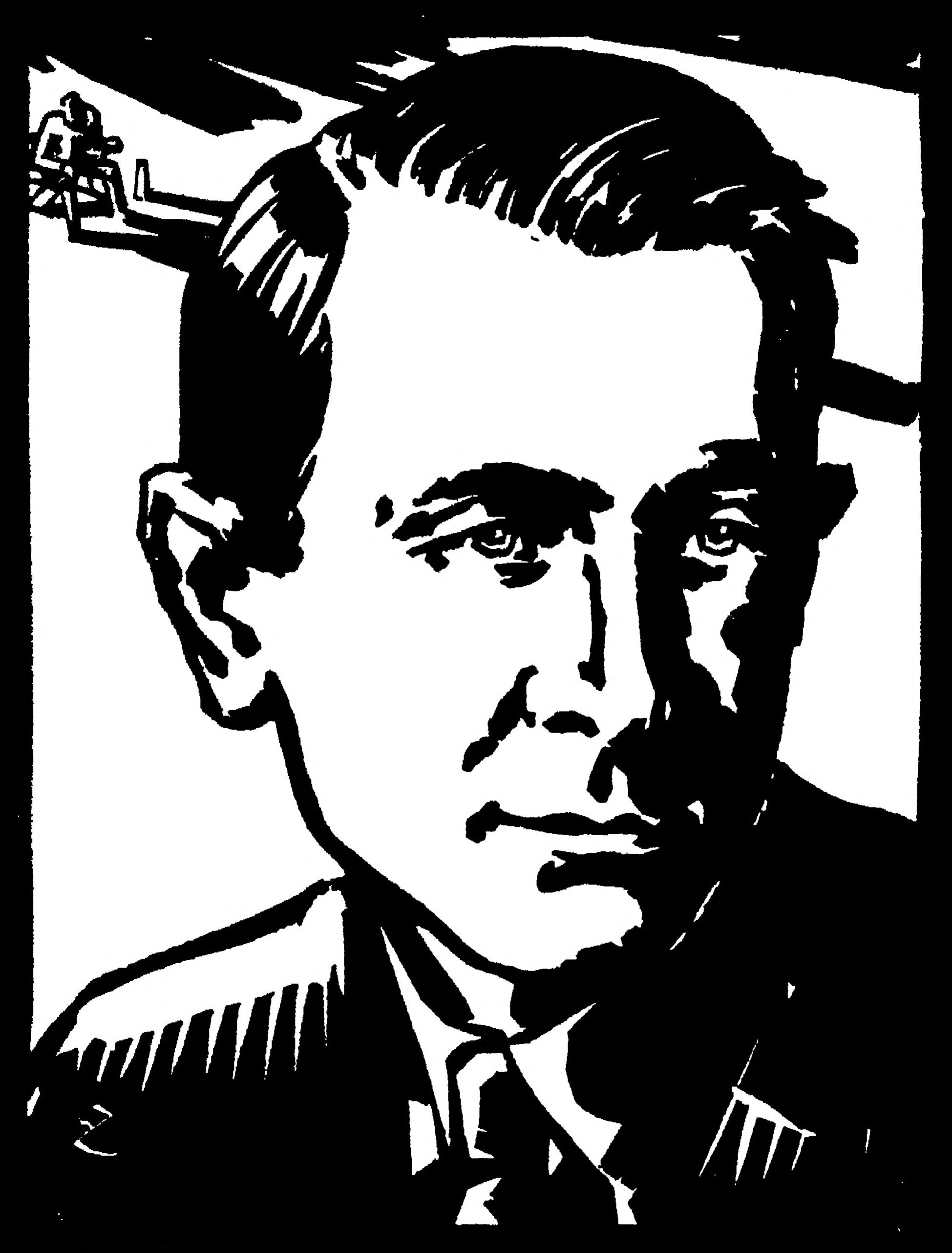

말콤 세인트 클레어(Malcolm St. Clair, 1897년 5월 17일 ~ 1952년 6월 1일)는 미국의 영화 감독, 배우, 각본가, 영화배우, 영화 프로듀서이다.
로스앤젤레스에서 태어났으며 패서디나에서 사망하였다.

## 영화
- 투우사들 (1945)
- 수줍은 독신남 (1942)
- 몬타나 문 (1930)
- 더 플릿츠 인 (1928)
- 우먼 오브 더 월드 (1925)
- 《제물》 (1921)
- 히스 퍼펙트 데이 (1917)